# La Fin du miracle
La Fin du miracle (The Blood Line traduction littérale : La ligne de sang) est le dixième et dernier épisode de la quatrième saison de la série télévisée britannique Torchwood, saison intitulée Torchwood : Le Jour du Miracle. C'est aussi à ce jour le dernier épisode de la série.

## Résumé
Ayant compris que le sang de Jack est attiré par la Bénédiction, l'équipe de Torchwood en utilise de petites quantités pour suivre un chemin qui les mènera aux deux sites. Rex et Esther contactent la CIA pour obtenir de l'aide pour infiltrer le site de Buenos Aires de la Bénédiction, tout en gardant la présence de Jack, Gwen et Oswald secrète. Le directeur Shapiro accepte leur demande et met son équipe sur l'affaire, y compris Charlotte, qui rend compte subrepticement de cette mission aux Trois Familles. Un détachement de l'armée argentine sous le commandement du Capitaine Federico Santos arrive bientôt sur les lieux à la rescousse de Rex et d'Esther, mais tandis que le groupe se prépare, un agent double des Trois Familles fait exploser une bombe suicide, tuant les autres soldats et détruisant le sang de Jack détenu par Rex et Esther. Rex, Esther et le capitaine Santos survivent indemnes, et Rex dit à Santos d'annoncer qu'Esther et lui ont été tués dans l'explosion afin de leur permettre d'infiltrer plus facilement le site de la Bénédiction.
Du côté de la CIA, le directeur Shapiro finit par comprendre que les Trois Familles doivent avoir une taupe au sein de son équipe, et ordonne à Noah d'utiliser un nouveau logiciel de suivi pour détecter tout appel téléphonique récent fait en utilisant la méthode de dissimulation utilisée par les Trois Familles. Réalisant qu'elle est sur le point d'être découverte, Charlotte récupère calmement un dispositif explosif dissimulé dans un bureau voisin, le laisse dans son sac dans la salle de réunion principale, et part. L'explosion qui en résulte tue Shapiro et le reste de l'équipe et blesse légèrement Charlotte, ce qui la protège de tout soupçon.
Jack, Gwen et Oswald parviennent à infiltrer le site de Shanghai de la Bénédiction, et trouvent leur chemin vers sa face visible, où ils sont accueillis par la mère Colosanto, Jilly Kitzinger et plusieurs gardes armés. Les gardes baissent rapidement leurs armes quand Oswald révèle qu'il porte une veste bourrée d'explosifs (sur l'idée de Jack). Cet avantage paraît de courte durée lorsqu'une transmission radio du Cousin au site de Buenos Aires annonce que les agents des trois familles ont capturé Esther et Rex, mais quand Oswald déclare qu'il ne s'attendait pas à quitter Shanghai vivant, les agents restent tranquilles. Après avoir passé un moment à examiner la face de la Bénédiction, Jack et Gwen interrogent la Mère Colosanto au sujet du Miracle; elle leur révèle que le miracle a été produit en introduisant le sang immortel de Jack dans la Bénédiction, et que d'ailleurs il ne s'agit simplement que de la première phase d'un plan plus vaste pour s'assurer le contrôle du monde. En mettant fin à la mort et en déstabilisant l'économie mondiale, les Familles s'apprêtent à prendre le contrôle des banques, influençant ainsi les gouvernements du monde entier, ce qui conduirait finalement à une oligarchie qui déciderait "qui vit, combien de temps, où, et pourquoi."
Lorsque Jack s'apprête à s'ouvrir les veines et à envoyer son sang vers la Bénédiction, la mère Colosanto l'arrête, lui expliquant que cela ne mettra pas fin au Miracle, parce que le processus qui lui a donné naissance a été lancé en introduisant le sang de Jack dans les deux sites de la Bénédiction en même temps. Puisque le stock de sang de Jack que détenaient Rex et Esther a été détruit, il n'y a aucun moyen d'y parvenir, et la mère Colosanto donne l'ordre de tuer l'équipe Torchwood. Avant que les gardes ne tirent, Rex déclare qu'il a encore du sang de Jack avec lui - ou plutôt en lui. À leur arrivée à Buenos Aires, Esther a aidé Rex à se transférer presque tout le stock de sang de Jack dans son corps, et d'ailleurs il ne doit qu'au Miracle de n'en être pas mort. Colosanto réplique qu'annuler le Miracle nécessiterait presque tout le sang des corps de Jack et de Rex ce qui aurait pour conséquence de les tuer une fois que le Miracle a été annulé, mais cela ne fait reculer aucun des deux hommes. Le Cousin abat Esther, disant à Rex qu'en annulant le Miracle il tuera Esther pour toujours. Rex hésite, déchiré par ses sentiments pour Esther, mais après avoir parlé avec Jack et Gwen, il se lève et ouvre la blessure à son cœur, versant le sang de Jack dans la Bénédiction. Au même moment Gwen tire dans le cœur de Jack, libérant également son sang.
Le Miracle prend fin presque immédiatement, accompagné par un effet que Gwen appelle "un souffle": tous les patients de Catégorie 1 du monde regagnent conscience pour quelques secondes, et ensuite s'éteignent dans un dernier souffle. Cela inclut le père de Gwen, qui s'éveille à temps pour entendre sa femme lui disant adieu au téléphone. Au même moment les deux sites de la Bénédiction se mettent à trembler, rendant la structure instable. Oswald se saisit de la mère Colosanto et dit à Gwen de partir; elle le fait, mais alors que l'ascenseur de sortie s'élève, Jack ressuscite. Un bref combat s'ensuit entre Jilly et Gwen avant que Gwen ne neutralise l'autre femme, redescende avec l'ascenseur et ne sauve Jack, fuyant l'installation quelques instants avant qu'Oswald ne fasse exploser ses explosifs. L'équipe de Buenos Aires se prépare également à partir, mais avant que le Cousin ne comprenne ce qui se passe, Rex regagne conscience suffisamment de temps pour se saisir de lui et le précipiter dans l'abîme qui entoure la Bénédiction. Rex s'effondre au sol près d'Esther, et ils se regardent mourir, mais sont sauvés par le capitaine Santos et les soldats de l'armée argentine. Des infirmiers se mettent immédiatement à l'œuvre pour ranimer Rex et Esther.
Quelques mois plus tard, Jilly Kitzinger rencontre l'homme aux yeux bleus sur le banc public habituel. Quand elle se plaint qu'elle n'a nulle part où aller ni aucune vie, il lui offre une chance de participer au "Plan B" des Trois Familles, puis s'en va; après quelques hésitations, Jilly le suit. Ailleurs, Gwen, Rhys, Jack, Charlotte et Rex assistent aux obsèques d'Esther. Après cela, alors que Charlotte s'en va, Rex reçoit les données récupérées de l'ordinateur de Noah, et découvre que la piste du téléphone indique que Charlotte est la taupe. Quand Rex essaie de l'empêcher de partir, Charlotte l'abat et est presque immédiatement tuée par d'autres agents. Jack et Gwen accourent aux côtés de Rex pour le trouver sans pouls, mort, mais quelques secondes plus tard Rex a un spasme et recouvre conscience. Comme il ouvre sa chemise, Jack, Gwen, et Rhys voient les blessures de Rex se guérir, lui faisant demander à Jack, "Qu'est-ce que vous m'avez fait ?"

## Distribution
- John Barrowman : Capitaine Jack Harkness
- Eve Myles : Gwen Cooper
- Mekhi Phifer : Rex Matheson
- Alexa Havins : Esther Drummond
- Kai Owen : Rhys Williams
- Bill Pullman : Oswald Danes
- Lauren Ambrose : Jilly Kitzinger
- Candace Brown : Sarah Drummond
- Sharon Morgan : Mary Cooper
- William Thomas : Geraint Cooper
- Marina Benedict : Charlotte Willis
- John de Lancie : Allen Shapiro
- Tom Price : Sergent Andy Davidson
- Teddy Sears : Homme aux yeux bleus
- Frances Fisher : La mère Colasanto
- Benito Martinez : Capitaine Santos
- Chris Butler : Le Cousin
- McKenzie Applegate : Fille
- Veronica Diaz : Femme soldat
- Noemi Del Rio : Sandra Morales
- Fernando Fernandez : Jeune soldat
- Cici Lau : Femme chinoise
- Laura Waddell : Infirmière des Cat. 1

## Continuité

### Continuité avec leWhoniverse
- On reconnait à la fin de l'épisode, à la suite de la résurrection de Rex, l'enchainement des « Quoi ?! » (« What ?! » en V.O.) propres aux fins d'un grand nombre de saisons de Doctor Who, développant ainsi l'intrigue de la saison suivante (Comme dans l'épisode Le Dernier Seigneur du temps où figure les 1res images d'Une croisière autour de la Terre).